# Hydroglyphus amamiensis
Hydroglyphus amamiensis är en skalbaggsart som först beskrevs av Satô 1961.  Hydroglyphus amamiensis ingår i släktet Hydroglyphus och familjen dykare. Inga underarter finns listade i Catalogue of Life.